# Norbert Voß
Norbert Voß (* 12. März 1913 in Werden; † 11. Oktober 1993 in Düsseldorf) war ein deutscher Schriftsteller und Kulturamtsleiter.

## Leben
Geboren wurde Voß als Sohn eines Bauern in Werden an der Ruhr (heute Stadtteil von Essen). Aufgewachsen ist er im Röhrtal. Er besuchte das Gymnasiums in Arnsberg.
Die Stadt Düsseldorf wurde durch seine Veröffentlichungen auf in aufmerksam, und er wurde dort Kulturamtsleiter. In dieser Eigenschaft verhinderte er die Schließung des Robert-Schumann-Konservatoriums, außerdem vollzog er die Gründung der Jugendmusikschule. Im Nebenamt war er 30 Jahre als sozialpädagogischer Lehrer am Studieninstitut für kommunale Verwaltung der Gewerbeförderungsanstalt Düsseldorf tätig.
Voß war Mitglied in der Gesellschaft für deutsche Sprache, im Freien Deutschen Autorenverband und in der Deutschland-Stiftung.

## Auszeichnungen
- Danzig-Medaille
- Robert-Schumann-Plakette
- Düsseldorfer Stadtorden
- 1976: Benediktpreis von Mönchengladbach
- 17. Juli 1979: Bundesverdienstkreuz am Bande[3]

## Werke
- Der Bannstrahl. Drei Geschichten. Laumann, Dülmen 1949, DNB 455323321.
- Homunkel oder Mensch. Vom notwendigen Bemühen um die Bildung und Bewahrung des Menschen. Paulus, Recklinghausen 1959, DNB 455323356.
- Der Alte vom Müssenberg. Neu erzählt nach einem fast vergessenen Sagenbuch von Anton Steinbach. Engelbert, Balve 1963, DNB 455323313.
- Dagg un Dau. Zimmermann, Balve 1964.
- Das Ende der Zivilisation? Blindflug ins blaue Wunder. Blick & Bild, Velbert 1964, DNB 455323348; span. Übers. 1968, 1969.
- Pimpken. Ein Schelmenleben. Zimmermann, Balve 1966, DNB 458556742.
- Sauerland. Gestern, heute und morgen. Vortrag zum 150jährigen Bestehen des Kreises Arnsberg am 15. Dezember 1967. Druck o.O.u.J.
- Traum und Tagwerk. Heinrich Quante. Zimmermann, Balve 1969.
- Pröppken. Die Lebensgeschichte eines rheinischen Schelms. Droste, Düsseldorf 1978, ISBN 3-7700-0495-7.
- Splieten. Gedichte in Arnsbiärger Platt met häoduitsken Giegenstücken. Splitter. Gedichte in Arnsberger Platt mit hochdeutschen Gegenstücken. Zimmermann, Balve 1979, DNB 800261666.
- Fessel und Flut. Ein westfälisches Epos. Zimmermann, Balve 1979, DNB 800297172.
- Die Weltstunde. Allegorische Versdichtung. Bläschke, St. Michael 1979, ISBN 3-7053-2031-9.
- Liebe in Dur und Moll. Bläschke, St. Michael 1983, ISBN 3-7053-2030-0.